# Sixième district congressionnel du Maryland
Le 6e district congressionnel du Maryland est un district de l'État du Maryland, situé dans la partie nord-ouest de l'État. Le district comprend  la totalité des comtés de Garrett, Allegany, Frederick et Washington ainsi qu'une partie du comté de Montgomery. Le district est actuellement représenté par la Démocrate April McClain Delaney.
Les anciennes limites du district ont fait l'objet d'un procès devant la Cour Suprême pour gerrymandering partisan. Le tribunal a statué que la prise en compte de l'avantage partisan lors de la redistribution n'est pas justiciable devant les tribunaux fédéraux, laissant le soin aux États de statuer. En 2012, le district s'est avéré être le neuvième district congressionnel le moins compact des États-Unis.
John Delaney, qui a représenté le district après avoir renversé le républicain sortant à onze mandats Roscoe Bartlett, a abandonné le siège en 2018 pour se concentrer sur sa candidature à la présidence et a été remplacé par son compatriote démocrate David Trone, qui a également été réélu en 2020. Cependant, après un redécoupage en 2022, le district est devenu beaucoup plus compétitif, abandonnant une partie du comté fortement démocrate de Montgomery en échange d'une partie plus républicaine du comté de Frederick. Néanmoins, Trone a été réélu par près de 10 points sur Neil Parrott, membre de la Chambre des Délégués du Maryland.

## Histoire
Le 6e district du Maryland est l'un des premiers districts à avoir eu un représentant au Congrès depuis 1789. À cette époque, le district avait essentiellement ce qui restait de ses limites modernes, composé du panhandle du Maryland et des zones à l'est, jusqu'à la limite ouest moderne du district de Columbia. Cependant, après le recensement de 1790, la représentation du Maryland est passée à huit membres au Congrès (les femmes ne seraient élues au Congrès qu'en 1916). Le nouveau 6e district se trouvait dans le coin nord-est de l'État à l'est de Baltimore, couvrant essentiellement les comtés modernes de Harford, Cecil et Kent.
Pendant la majeure partie de la période allant de 1873 à 2013, le 6e était un district principalement rural ancré dans l'ouest du Maryland. Il était aux mains des républicains pour tous les mandats sauf un de 1943 à 1971, avant que le Démocrate conservateur Goodloe Byron ne le remporte en 1971. Il est décédé en 1978 et a été remplacé par sa veuve, Beverly, qui l'a occupé pendant sept mandats avant d'être évincé par un challenger plus libéral à la primaire démocrate de 1992. Le Républicain Roscoe Bartlett a remporté les élections générales et a été réélu neuf fois sans contestation sérieuse.
Cependant, le redécoupage après le recensement de 2010 a considérablement modifié le 6e. Il a perdu une grande partie du comté fortement républicain de Carroll, ainsi que les parties les plus rurales et conservatrices du comté de Frederick, au profit du 8e district fortement démocrate. Il a également perdu ses parts des comtés de Baltimore et de Harford, ainsi qu'une autre partie de Carroll, au profit du 1er district déjà fortement républicain. Prendre leur place était un éperon fortement démocrate de l'ouest du comté de Montgomery, qui n'était relié au reste du district que par une vrille dans le comté de Frederick.
La nouvelle carte a transformé le 6e d'un district fortement républicain en un district à tendance démocrate. Alors que John McCain emportait le 6e district avec 57 % des voix en 2008, Barack Obama aurait emporté le nouveau 6e avec 56 % des voix. C'était principalement parce que la partie du comté de Montgomery comptait presque trois fois plus de personnes que le reste du district réuni.
Dans sa candidature pour un 11e mandat, Bartlett a été battu par le Démocrate John Delaney, qui vit dans la partie du comté de Montgomery du district, par plus de 21 points. Prouvant à quel point ce quartier était démocrate, en 2014, Delaney a remporté de justesse un second mandat contre le Républicain Dan Bongino. Delaney n'a remporté qu'un seul comté dans le district. Cependant, ce comté était Montgomery, où Bongino a perdu par plus de 20 500 voix.
En 2013, les électeurs républicains ont intenté une action en justice fédérale, alléguant que la législature démocrate et le Gouverneur Martin O'Malley s'étaient livrés à un gerrymandering partisan, redessinant le 6e district après le recensement de 2010 d'une manière qui intentionnellement et inconstitutionnellement a dilué les électeurs républicains en incluant des parties du banlieue fortement démocrate de Washington. Un juge de district fédéral a initialement rejeté le procès, tout comme la Cour d'Appel du Quatrième Circuit, pour défaut de déclaration. Les républicains ont fait appel devant la Cour suprême, qui a statué à l'unanimité en 2015 que les juridictions inférieures avaient rejeté l'affaire à tort. L'affaire est retournée devant les tribunaux inférieurs où un panel de trois juges a statué que les républicains ne pouvaient pas prouver que l'élection de John Delaney en 2012 était le résultat du redécoupage. Les électeurs républicains ont de nouveau fait appel devant la Cour suprême, qui a accepté d'entendre l'affaire, Benisek c. Lamone, en décembre 2017,. En juin 2019, la Cour suprême a statué que les questions de gerrymandering partisan représentaient une question politique non justiciable et a renvoyé l'affaire devant le tribunal de district avec instruction de classer l'affaire.

## Géographie
| #  | Comté      | Siège      | Population |
| -- | ---------- | ---------- | ---------- |
| 1  | Allegany   | Cumberland | 67 273     |
| 21 | Frederick  | Frederick  | 293 391    |
| 23 | Garrett    | Oakland    | 28 423     |
| 31 | Montgomery | Rockville  | 1 058 474  |
| 43 | Washington | Hagerstown | 155 813    |

### Villes de 10 000 habitants ou plus
- Germantown - 91 249
- Frederick - 79 588
- Gaithersburg - 69 657
- Hagerstown - 43 487
- Montgomery Village - 34 893
- Clarksburg - 29 051
- Ballenger Creek - 24 999
- Cumberland - 19 076
- Damascus - 17 224
- Urbana - 13 304
- Green Valley - 12 643
- Linganore - 12 351
- Halfway - 11 896

### Villes de 2 500 - 10 000 habitants
- Mount Airy - 9 654
- Brunswick - 8 211
- Robinwood - 7 397
- Frostburg - 7 027
- Darnestown - 6 723
- Thurmont - 6 213
- Fountainhead-Orchard Hills - 6 189
- Walkersville - 6 156
- Spring Ridge - 6 005
- Poolesville - 5 742
- Cresaptown - 5 442
- Middletown - 4 943
- St. James - 4 757
- LaVale - 4 201
- Boonsboro - 3 799
- Maugansville - 3 669
- Braddock Heights - 3 075
- Smithsburg - 2 977
- Emmitsburg - 2 770
- Bartonsville - 2 753
- Monrovia - 2 702
- Jefferson - 2 697
- Paramount-Long Meadow - 2 658

## Historique de vote
| Année | Poste     | Résultats               |
| ----- | --------- | ----------------------- |
| 2000  | Président | Bush 61,0 % – 36,0 %    |
| 2004  | Président | Bush 65,0 % – 34,0 %    |
| 2008  | Président | McCain 58,0 % – 40,0 %  |
| 2012  | Président | Obama 55,0 % – 42,0 %   |
| 2016  | Président | Clinton 55,0 % – 40,0 % |
| 2020  | Président | Biden 61,0 % – 38,0 %   |

## Liste des Représentants du district
| Membre                                          | Parti                 | Années                           | Congrès     | Histoire électorale | Zone géographique |
| ----------------------------------------------- | --------------------- | -------------------------------- | ----------- | --- | ----------------- |
| District établi le 4 mars 1789                  |                       |                                  |             | |                   |
| Daniel Carroll                                  | Pro Administration    | 4 mars 1789 - 3 mars 1791        | 1er         | Élu en 1789. perd sa réélection. |                   |
| Upton Sheredine (en)                            | Anti-Administration   | 4 mars 1791 - 3 mars 1793        | 2e          | Élu en 1790. |                   |
| Gabriel Christie (en)                           | Anti-Administration   | 4 mars 1793 - 3 mars 1795        | 3e , 4e     | Élu en 1792. Réélu en 1794. perd sa réélection. |                   |
| Gabriel Christie (en)                           | Républicain-Démocrate | 4 mars 1795 - 3 mars 1797        | 3e , 4e     | Élu en 1792. Réélu en 1794. perd sa réélection. |                   |
| William Matthews (en)                           | Fédéraliste           | 4 mars 1797 - 3 mars 1799        | 5e          | Élu en 1796. Retrait. |                   |
| Gabriel Christie (en)                           | Républicain-Démocrate | 4 mars 1799 - 3 mars 1801        | 6e          | Élu en 1798. Retrait. |                   |
| John Archer (en)                                | Républicain-Démocrate | 4 mars 1801 - 3 mars 1807        | 7e - 9e     | Élu en 1801. Réélu en 1803. Réélu en 1804. perd sa réélection. |                   |
| John Montgomery (en)                            | Républicain-Démocrate | 4 mars 1807 - 29 avril 1811      | 10e - 12e   | Élu en 1806. Réélu en 1808. Réélu en 1810. Démissionne lorsque nommé Ministre de la Justice du Maryland.                                                                                  |                   |
| Vacant                                          | Vacant                | 29 avril 1811- 26 octobre 1811   | 12e         | |                   |
| Stevenson Archer (en)                           | Républicain-Démocrate | 23 octobre 1811 - 3 mars 1817    | 12e - 14e   | Élu pour terminer le mandat de Montgomery. Réélu en 1812. Réélu en 1814. perd sa réélection.                                                                                              |                   |
| Philip Reed (en)                                | Républicain-Démocrate | 4 mars 1817 - 3 mars 1819        | 15e         | Élu en 1816. perd sa réélection. |                   |
| Stevenson Archer (en)                           | Républicain-Démocrate | 4 mars 1819 - 3 mars 1821        | 16e         | Élu en 1818. Retrait. |                   |
| Jeremiah Cosden (en)                            | Républicain-Démocrate | 4 mars 1821 - 19 mars 1822       | 17e         | Élu en 1820. Élection contestée. |                   |
| Philip Reed (en)                                | Républicain-Démocrate | 19 mars 1822 - 3 mars 1823       | 17e         | Conteste l'élection de 1820. perd sa réélection. |                   |
| George E. Mitchell (en)                         | Républicain-Démocrate | 4 mars 1823 - 3 mars 1825        | 18e , 19e   | Élu en 1822. Réélu en 1824. Retrait. |                   |
| George E. Mitchell (en)                         | Jacksonien (en)       | 4 mars 1825 - 3 mars 1827        | 18e , 19e   | Élu en 1822. Réélu en 1824. Retrait. |                   |
| Levin Gale (en)                                 | Jacksonien (en)       | 4 mars 1827 - 3 mars 1829        | 20e         | Élu en 1826. Retrait. |                   |
| George E. Mitchell (en)                         | Jacksonien (en)       | 7 décembre 1829 - 28 juin 1832   | 21e , 22e   | Élu en 1829. Réélu en 1831. Décès. |                   |
| Vacant                                          | Vacant                | 28 juin 1832 - 1er octobre 1832  | 22e         | |                   |
| Charles S. Sewall (en)                          | Jacksonien (en)       | 1er octobre 1832 - 3 mars 1833   | 22e         | Élu pour terminer le mandat de Mitchell. |                   |
| William C. Johnson (en)                         | Anti-Jacksonien       | 4 mars 1833 - 3 mars 1835        | 23e         | Élu en 1833. Retrait. |                   |
| Francis Thomas (en)                             | Jacksonien (en)       | 4 mars 1835 - 3 mars 1837        | 24e - 26e   | Redécoupage depuis le 7e district et réélu en 1835. Réélu en 1837. Réélu en 1839. Retrait pour se présenter comme Gouverneur du Maryland.                                                 |                   |
| Francis Thomas (en)                             | Démocrate             | 4 mars 1837 - 3 mars 1841        | 24e - 26e   | Redécoupage depuis le 7e district et réélu en 1835. Réélu en 1837. Réélu en 1839. Retrait pour se présenter comme Gouverneur du Maryland.                                                 |                   |
| John T. Mason Jr. (en)                          | Démocrate             | 4 mars 1841 - 3 mars 1843        | 27e         | Élu en 1841. |                   |
| Thomas A. Spence (en)                           | Whig                  | 4 mars 1843 - 3 mars 1845        | 28e         | Élu en 1844. Retrait. |                   |
| Edward H. C. Long (en)                          | Whig                  | 4 mars 1845 - 3 mars 1847        | 29          | Élu en 1845. Retrait. |                   |
| John W. Crisfield (en)                          | Whig                  | 4 mars 1847 - 3 mars 1849        | 30e         | Élu en 1847. |                   |
| John B. Kerr (en)                               | Whig                  | 4 mars 1849 - 3 mars 1851        | 31e         | Élu en 1849. Retrait. |                   |
| Joseph S. Cottman (en)                          | Whig Indépendant      | 4 mars 1851 - 3 mars 1853        | 32e         | Élu en 1851. perd sa réélection. |                   |
| Augustus R. Sollers (en)                        | Whig                  | 3 mars 1853 - 3 mars 1855        | 33e         | Élu en 1853. |                   |
| Thomas F. Bowie (en)                            | Démocrate             | 3 mars 1855 - 3 mars 1859        | 34e , 35e   | Élu en 1855. Réélu en 1857. perd sa réélection. |                   |
| George W. Hughes (en)                           | Démocrate             | 4 mars 1859 - 3 mars 1861        | 36e         | Élu en 1859. |                   |
| Charles B. Calvert (en)                         | Unioniste             | 4 mars 1861 - 3 mars 1863        | 37e         | Élu en 1861. Retrait. |                   |
| District supprimé après le recensement de 1860. |                       |                                  |             | |                   |
| District rétabli après le recensement de 1870.  |                       |                                  |             | |                   |
| Lloyd Lowndes Jr. (en)                          | Républicain           | 4 mars 1873 - 3 mars 1875        | 43e         | Élu en 1872. perd sa réélection. |                   |
| William Walsh (en)                              | Démocrate             | 4 mars 1875 - 3 mars 1879        | 44e , 45e   | Élu en 1874. Réélu en 1876. Retrait. |                   |
| Milton G. Urner (en)                            | Républicain           | 4 mars 1879 - 3 mars 1883        | 46e , 47e   | Élu en 1878. Réélu en 1880. Retrait. |                   |
| Louis E. McComas (en)                           | Républicain           | 4 mars 1883 - 3 mars 1891        | 48e - 51e   | Élu en 1882. Réélu en 1884. Réélu en 1886. Réélu en 1888. perd sa réélection. |                   |
| William M. McKaig (en)                          | Démocrate             | 4 mars 1891 - 3 mars 1895        | 52e , 53e   | Élu en 1890. Réélu en 1892. Retrait. |                   |
| George Louis Wellington (en)                    | Républicain           | 4 mars 1895 - 3 mars 1897        | 54e         | Élu en 1894. Retrait après avoir été élu Sénateur des États-Unis. |                   |
| John McDonald (en)                              | Républicain           | 4 mars 1897 - 3 mars 1899        | 55e         | Élu en 1896. |                   |
| George A. Pearre (en)                           | Républicain           | 4 mars 1899 - 3 mars 1911        | 56e - 61e   | Élu en 1898. Réélu en 1900. Réélu en 1902. Réélu en 1904. Réélu en 1906. Réélu en 1908. Retrait.                                                                                          |                   |
| David J. Lewis (en)                             | Démocrate             | 4 mars 1911 - 3 mars 1917        | 62e - 64e   | Élu en 1910. Réélu en 1912. Réélu en 1914. Retrait. |                   |
| Frederick N. Zihlman (en)                       | Républicain           | 4 mars 1917 - 3 mars 1931        | 65e - 71e   | Élu en 1916. Réélu en 1918. Réélu en 1920. Réélu en 1922. Réélu en 1924. Réélu en 1926. Réélu en 1928. perd sa réélection.                                                                |                   |
| David J. Lewis (en)                             | Démocrate             | 4 mars 1931 - 3 janvier 1939     | 72e - 75e   | Élu en 1930. Réélu en 1932. Réélu en 1934. Réélu en 1936. Retrait. |                   |
| William D. Byron (en)                           | Démocrate             | 3 janvier 1939 - 27 février 1941 | 76e , 77e   | Élu en 1938. Réélu en 1940. Décès. |                   |
| Vacant                                          | Vacant                | 27 février 1941 - 27 mai 1941    | 77e         | |                   |
| Katharine Byron (en)                            | Démocrate             | 27 mai 1941 - 3 janvier 1943     | 77e         | Élue pour terminer le mandat de son mari. Retrait. |                   |
| James G. Beall (en)                             | Républicain           | 3 janvier 1943 - 3 janvier 1953  | 78e - 82e   | Élu en 1942. Réélu en 1944. Réélu en 1946. Réélu en 1948. Réélu en 1950. Retrait après avoir été élu Sénateur des États-Unis.                                                             |                   |
| DeWitt S. Hyde (en)                             | Républicain           | 3 janvier 1953 - 3 janvier 1959  | 83e - 85e   | Élu en 1952. Réélu en 1954. Réélu en 1956. perd sa réélection. |                   |
| John R. Foley (en)                              | Démocrate             | 3 janvier 1959 - 3 janvier 1961  | 86e         | Élu en 1958. perd sa réélection. |                   |
| Charles M. Mathias Jr. (en)                     | Républicain           | 3 janvier 1961 - 3 janvier 1969  | 87e - 90e   | Élu en 1960. Réélu en 1962. Réélu en 1964. Retrait pour se présenter comme Sénateur des États-Unis.                                                                                       |                   |
| John G. Beall Jr. (en)                          | Républicain           | 3 janvier 1969 - 3 janvier 1971  | 91e         | Élu en 1968. Retrait pour se présenter comme Sénateur des États-Unis. |                   |
| Goodloe E. Byron (en)                           | Démocrate             | 3 janvier 1971 - 11 octobre 1978 | 92e - 95e   | Élu en 1970. Réélu en 1972. Réélu en 1974. Réélu en 1976. Décès. |                   |
| Beverly Byron                                   | Démocrate             | 3 janvier 1979 - 3 janvier 1993  | 96e - 102e  | Élue en 1978. Réélue en 1980. Réélue en 1982. Réélue en 1984. Réélue en 1986. Réélue en 1988. Réélue en 1990. perd sa renomination.                                                       |                   |
| Roscoe Bartlett (en)                            | Républicain           | 3 janvier 1993 - 3 janvier 2013  | 103e - 112e | Élu en 1992. Réélu en 1994. Réélu en 1996. Réélu en 1998. Réélu en 2000. Réélu en 2002. Réélu en 2004. Réélu en 2006. Réélu en 2008. Réélu en 2010. perd sa réélection après redécoupage. | 1993–2003         |
| Roscoe Bartlett (en)                            | Républicain           | 3 janvier 1993 - 3 janvier 2013  | 103e - 112e | Élu en 1992. Réélu en 1994. Réélu en 1996. Réélu en 1998. Réélu en 2000. Réélu en 2002. Réélu en 2004. Réélu en 2006. Réélu en 2008. Réélu en 2010. perd sa réélection après redécoupage. | 2003–2013         |
| John Delaney                                    | Démocrate             | 3 janvier 2013 - 3 janvier 2019  | 113e - 115e | Élu en 2012. Réélu en 2014. Réélu en 2016. Retrait pour se présenter comme Sénateur des États-Unis.                                                                                       | 2013–2023         |
| David Trone                                     | Démocrate             | 3 janvier 2019 - 3 janvier 2025  | 116e - 118e | Élu en 2018. Réélu en 2020. Réélu en 2022. Retrait pour se présenter comme Sénateur des États-Unis.                                                                                       | 2013–2023         |
| David Trone                                     | Démocrate             | 3 janvier 2019 - 3 janvier 2025  | 116e - 118e | Élu en 2018. Réélu en 2020. Réélu en 2022. Retrait pour se présenter comme Sénateur des États-Unis.                                                                                       | Depuis 2023       |
| April McClain-Delaney                           | Démocrate             | 3 janvier 2025 - en cours        | 119e        | Élue en 2024. |                   |

## Résultats des récentes élections
Voici les résultats des dix précédents cycles électoraux dans le district.

### 2004
| Élection de 2004 du 6e district congressionnel du Maryland | Élection de 2004 du 6e district congressionnel du Maryland | Élection de 2004 du 6e district congressionnel du Maryland | Élection de 2004 du 6e district congressionnel du Maryland | Élection de 2004 du 6e district congressionnel du Maryland |
| ---------------------------------------------------------- | ---------------------------------------------------------- | ---------------------------------------------------------- | ---------------------------------------------------------- | ---------------------------------------------------------- |
| Parti                                                      | Parti                                                      | Candidat                                                   | Votes                                                      | %                                                          |
|                                                            | Républicain                                                | Roscoe Bartlett (en) (sortant)                             | 206 076                                                    | 67,45                                                      |
|                                                            | Démocrate                                                  | Kenneth T. Bosley                                          | 90 108                                                     | 29,49                                                      |
|                                                            | Vert                                                       | Gregory T. Hemingway                                       | 9 324                                                      | 3,05                                                       |
| Total des votes                                            | Total des votes                                            | Total des votes                                            | 305 508                                                    | 100 %                                                      |
|                                                            | Les Républicains conservent                                |                                                            |                                                            |                                                            |

### 2006
| Élection de 2006 du 6e district congressionnel du Maryland | Élection de 2006 du 6e district congressionnel du Maryland | Élection de 2006 du 6e district congressionnel du Maryland | Élection de 2006 du 6e district congressionnel du Maryland | Élection de 2006 du 6e district congressionnel du Maryland |
| ---------------------------------------------------------- | ---------------------------------------------------------- | ---------------------------------------------------------- | ---------------------------------------------------------- | ---------------------------------------------------------- |
| Parti                                                      | Parti                                                      | Candidat                                                   | Votes                                                      | %                                                          |
|                                                            | Républicain                                                | Roscoe Bartlett (en) (sortant)                             | 141 200                                                    | 58,97                                                      |
|                                                            | Démocrate                                                  | Andrew J. Duck                                             | 92 030                                                     | 38,43                                                      |
|                                                            | Vert                                                       | Robert E. Kozak                                            | 6 095                                                      | 2,55                                                       |
|                                                            | Write-In                                                   | Write-In                                                   | 128                                                        | 0,05                                                       |
| Total des votes                                            | Total des votes                                            | Total des votes                                            | 239 453                                                    | 100 %                                                      |
|                                                            | Les Républicains conservent                                |                                                            |                                                            |                                                            |

### 2008
| Élection de 2008 du 6e district congressionnel du Maryland | Élection de 2008 du 6e district congressionnel du Maryland | Élection de 2008 du 6e district congressionnel du Maryland | Élection de 2008 du 6e district congressionnel du Maryland | Élection de 2008 du 6e district congressionnel du Maryland |
| ---------------------------------------------------------- | ---------------------------------------------------------- | ---------------------------------------------------------- | ---------------------------------------------------------- | ---------------------------------------------------------- |
| Parti                                                      | Parti                                                      | Candidat                                                   | Votes                                                      | %                                                          |
|                                                            | Républicain                                                | Roscoe Bartlett (en) (sortant)                             | 190 926                                                    | 57,76                                                      |
|                                                            | Démocrate                                                  | Jennifer Dougherty                                         | 128 207                                                    | 38,79                                                      |
|                                                            | Libertarien                                                | Gary W. Hoover, Sr.                                        | 11 060                                                     | 3,35                                                       |
|                                                            | Write-In                                                   | Write-In                                                   | 342                                                        | 0,10                                                       |
| Total des votes                                            | Total des votes                                            | Total des votes                                            | 330 535                                                    | 100 %                                                      |
|                                                            | Les Républicains conservent                                |                                                            |                                                            |                                                            |

### 2010
| Élection de 2010 du 6e district congressionnel du Maryland | Élection de 2010 du 6e district congressionnel du Maryland | Élection de 2010 du 6e district congressionnel du Maryland | Élection de 2010 du 6e district congressionnel du Maryland | Élection de 2010 du 6e district congressionnel du Maryland |
| ---------------------------------------------------------- | ---------------------------------------------------------- | ---------------------------------------------------------- | ---------------------------------------------------------- | ---------------------------------------------------------- |
| Parti                                                      | Parti                                                      | Candidat                                                   | Votes                                                      | %                                                          |
|                                                            | Républicain                                                | Roscoe Bartlett (en) (sortant)                             | 148 820                                                    | 61,45                                                      |
|                                                            | Démocrate                                                  | Andrew J. Duck                                             | 80 455                                                     | 33,22                                                      |
|                                                            | Libertarien                                                | Dan Massey                                                 | 6 816                                                      | 2,81                                                       |
|                                                            | Constitution                                               | Michael Reed                                               | 5 907                                                      | 2,44                                                       |
|                                                            | Write-In                                                   | Write-In                                                   | 191                                                        | 0,08                                                       |
| Total des votes                                            | Total des votes                                            | Total des votes                                            | 242 189                                                    | 100 %                                                      |
|                                                            | Les Républicains conservent                                |                                                            |                                                            |                                                            |

### 2012
| Élection de 2012 du 6e district congressionnel du Maryland | Élection de 2012 du 6e district congressionnel du Maryland | Élection de 2012 du 6e district congressionnel du Maryland | Élection de 2012 du 6e district congressionnel du Maryland | Élection de 2012 du 6e district congressionnel du Maryland |
| ---------------------------------------------------------- | ---------------------------------------------------------- | ---------------------------------------------------------- | ---------------------------------------------------------- | ---------------------------------------------------------- |
| Parti                                                      | Parti                                                      | Candidat                                                   | Votes                                                      | %                                                          |
|                                                            | Démocrate                                                  | John Delaney                                               | 181 921                                                    | 58,8                                                       |
|                                                            | Républicain                                                | Roscoe Bartlett (en) (sortant)                             | 117 313                                                    | 37,9                                                       |
|                                                            | Libertarien                                                | Nickolaus Mueller                                          | 9 916                                                      | 3,2                                                        |
|                                                            | N/A                                                        | Autres                                                     | 399                                                        | 0,1                                                        |
| Total des votes                                            | Total des votes                                            | Total des votes                                            | 309 549                                                    | 100 %                                                      |
|                                                            | Les Démocrates prennent aux Républicains                   |                                                            |                                                            |                                                            |

### 2014
| Élection de 2014 du 6e district congressionnel du Maryland | Élection de 2014 du 6e district congressionnel du Maryland | Élection de 2014 du 6e district congressionnel du Maryland | Élection de 2014 du 6e district congressionnel du Maryland | Élection de 2014 du 6e district congressionnel du Maryland |
| ---------------------------------------------------------- | ---------------------------------------------------------- | ---------------------------------------------------------- | ---------------------------------------------------------- | ---------------------------------------------------------- |
| Parti                                                      | Parti                                                      | Candidat                                                   | Votes                                                      | %                                                          |
|                                                            | Démocrate                                                  | John Delaney (sortant)                                     | 94 704                                                     | 49,7                                                       |
|                                                            | Républicain                                                | Dan Bongino                                                | 91 930                                                     | 48,2                                                       |
|                                                            | Vert                                                       | George Gluck                                               | 3 762                                                      | 2,0                                                        |
|                                                            | N/A                                                        | Autres                                                     | 140                                                        | 0,1                                                        |
| Total des votes                                            | Total des votes                                            | Total des votes                                            | 190 536                                                    | 100 %                                                      |
|                                                            | Les Démocrates conservent                                  |                                                            |                                                            |                                                            |

### 2016
| Élection de 2016 du 6e district congressionnel du Maryland | Élection de 2016 du 6e district congressionnel du Maryland | Élection de 2016 du 6e district congressionnel du Maryland | Élection de 2016 du 6e district congressionnel du Maryland | Élection de 2016 du 6e district congressionnel du Maryland |
| ---------------------------------------------------------- | ---------------------------------------------------------- | ---------------------------------------------------------- | ---------------------------------------------------------- | ---------------------------------------------------------- |
| Parti                                                      | Parti                                                      | Candidat                                                   | Votes                                                      | %                                                          |
|                                                            | Démocrate                                                  | John Delaney (sortant)                                     | 185 770                                                    | 56,0                                                       |
|                                                            | Républicain                                                | Amie Hoeber                                                | 133 081                                                    | 40,1                                                       |
|                                                            | Libertarien                                                | David L. Howser                                            | 6 889                                                      | 2,1                                                        |
|                                                            | Vert                                                       | George Gluck                                               | 5 824                                                      | 1,8                                                        |
|                                                            | N/A                                                        | Autres                                                     | 306                                                        | 0,1                                                        |
|                                                            | Write-In                                                   | Ted Athey                                                  | 103                                                        | 0,0                                                        |
| Total des votes                                            | Total des votes                                            | Total des votes                                            | 331 973                                                    | 100 %                                                      |
|                                                            | Les Démocrates conservent                                  |                                                            |                                                            |                                                            |

### 2018
| Élection de 2018 du 6e district congressionnel du Maryland | Élection de 2018 du 6e district congressionnel du Maryland | Élection de 2018 du 6e district congressionnel du Maryland | Élection de 2018 du 6e district congressionnel du Maryland | Élection de 2018 du 6e district congressionnel du Maryland |
| ---------------------------------------------------------- | ---------------------------------------------------------- | ---------------------------------------------------------- | ---------------------------------------------------------- | ---------------------------------------------------------- |
| Parti                                                      | Parti                                                      | Candidat                                                   | Votes                                                      | %                                                          |
|                                                            | Démocrate                                                  | David Trone                                                | 163 346                                                    | 59,0                                                       |
|                                                            | Républicain                                                | Amie Hoeber                                                | 105 209                                                    | 38,0                                                       |
|                                                            | Libertarien                                                | Kevin Caldwell                                             | 4 972                                                      | 1,8                                                        |
|                                                            | Vert                                                       | George Gluck                                               | 3 275                                                      | 1,2                                                        |
|                                                            | Indépendant                                                | Autres / Write-In                                          | 282                                                        | 0,1                                                        |
| Total des votes                                            | Total des votes                                            | Total des votes                                            | 331 973                                                    | 100 %                                                      |
|                                                            | Les Démocrates conservent                                  |                                                            |                                                            |                                                            |

### 2020
| Élection de 2020 du 6e district congressionnel du Maryland | Élection de 2020 du 6e district congressionnel du Maryland | Élection de 2020 du 6e district congressionnel du Maryland | Élection de 2020 du 6e district congressionnel du Maryland | Élection de 2020 du 6e district congressionnel du Maryland |
| ---------------------------------------------------------- | ---------------------------------------------------------- | ---------------------------------------------------------- | ---------------------------------------------------------- | ---------------------------------------------------------- |
| Parti                                                      | Parti                                                      | Candidat                                                   | Votes                                                      | %                                                          |
|                                                            | Démocrate                                                  | David Trone (sortant)                                      | 215 540                                                    | 58,8                                                       |
|                                                            | Républicain                                                | Neil Parrott                                               | 143 599                                                    | 39,2                                                       |
|                                                            | Vert                                                       | George Gluck                                               | 6 893                                                      | 1,9                                                        |
|                                                            | Write-In                                                   | Write-In                                                   | 402                                                        | 0,1                                                        |
| Total des votes                                            | Total des votes                                            | Total des votes                                            | 366 434                                                    | 100 %                                                      |
|                                                            | Les Démocrates conservent                                  |                                                            |                                                            |                                                            |

### 2022
| Primaire démocrate de 2022 du 6e district congressionnel du Maryland | Primaire démocrate de 2022 du 6e district congressionnel du Maryland | Primaire démocrate de 2022 du 6e district congressionnel du Maryland | Primaire démocrate de 2022 du 6e district congressionnel du Maryland | Primaire démocrate de 2022 du 6e district congressionnel du Maryland |
| -------------------------------------------------------------------- | -------------------------------------------------------------------- | -------------------------------------------------------------------- | -------------------------------------------------------------------- | -------------------------------------------------------------------- |
| Parti                                                                | Parti                                                                | Candidat                                                             | Votes                                                                | %                                                                    |
|                                                                      | Démocrate                                                            | David Trone (sortant)                                                | 44 370                                                               | 79,0                                                                 |
|                                                                      | Démocrate                                                            | Ben Smilowitz                                                        | 8 995                                                                | 16,0                                                                 |
|                                                                      | Démocrate                                                            | George Cluck                                                         | 2 789                                                                | 5,0                                                                  |

| Primaire républicaine de 2022 du 6e district congressionnel du Maryland | Primaire républicaine de 2022 du 6e district congressionnel du Maryland | Primaire républicaine de 2022 du 6e district congressionnel du Maryland | Primaire républicaine de 2022 du 6e district congressionnel du Maryland | Primaire républicaine de 2022 du 6e district congressionnel du Maryland |
| ----------------------------------------------------------------------- | ----------------------------------------------------------------------- | ----------------------------------------------------------------------- | ----------------------------------------------------------------------- | ----------------------------------------------------------------------- |
| Parti                                                                   | Parti                                                                   | Candidat                                                                | Votes                                                                   | %                                                                       |
|                                                                         | Républicain                                                             | Neil Parrott                                                            | 31 665                                                                  | 62,6                                                                    |
|                                                                         | Républicain                                                             | Matthew Foldi                                                           | 7 497                                                                   | 14,8                                                                    |
|                                                                         | Républicain                                                             | Mariela Roca                                                            | 3 858                                                                   | 7,6                                                                     |
|                                                                         | Républicain                                                             | Colt Black                                                              | 3 789                                                                   | 7,5                                                                     |
|                                                                         | Républicain                                                             | Jonathan Jenkins                                                        | 3 406                                                                   | 6,7                                                                     |
|                                                                         | Républicain                                                             | Robert Poissonnier                                                      | 400                                                                     | 0,8                                                                     |

| Élection de 2022 du 6e district congressionnel du Maryland | Élection de 2022 du 6e district congressionnel du Maryland | Élection de 2022 du 6e district congressionnel du Maryland | Élection de 2022 du 6e district congressionnel du Maryland | Élection de 2022 du 6e district congressionnel du Maryland |
| ---------------------------------------------------------- | ---------------------------------------------------------- | ---------------------------------------------------------- | ---------------------------------------------------------- | ---------------------------------------------------------- |
| Parti                                                      | Parti                                                      | Candidat                                                   | Votes                                                      | %                                                          |
|                                                            | Démocrate                                                  | David Trone (sortant)                                      | 140 295                                                    | 54,7                                                       |
|                                                            | Républicain                                                | Neil Parrott                                               | 115 771                                                    | 45,2                                                       |
|                                                            | Write-In                                                   | Write-In                                                   | 332                                                        | 0,1                                                        |
| Total des votes                                            | Total des votes                                            | Total des votes                                            | 256 398                                                    | 100 %                                                      |
|                                                            | Les Démocrates conservent                                  |                                                            |                                                            |                                                            |

### 2024
| Primaire démocrate de 2024 du 6e district congressionnel du Maryland | Primaire démocrate de 2024 du 6e district congressionnel du Maryland | Primaire démocrate de 2024 du 6e district congressionnel du Maryland | Primaire démocrate de 2024 du 6e district congressionnel du Maryland | Primaire démocrate de 2024 du 6e district congressionnel du Maryland |
| -------------------------------------------------------------------- | -------------------------------------------------------------------- | -------------------------------------------------------------------- | -------------------------------------------------------------------- | -------------------------------------------------------------------- |
| Parti                                                                | Parti                                                                | Candidat                                                             | Votes                                                                | %                                                                    |
|                                                                      | Démocrate                                                            | April McClain-Delney                                                 | 22 985                                                               | 40,4                                                                 |
|                                                                      | Démocrate                                                            | Joe Vogel                                                            | 14 940                                                               | 26,2                                                                 |
|                                                                      | Démocrate                                                            | Ashwani Jain                                                         | 4 750                                                                | 8,3                                                                  |
|                                                                      | Démocrate                                                            | Tekesha Martinez                                                     | 3 992                                                                | 7,0                                                                  |
|                                                                      | Démocrate                                                            | Lesley Lopez                                                         | 2 600                                                                | 4,6                                                                  |
|                                                                      | Démocrate                                                            | Laurie-Anne Sayles                                                   | 1 845                                                                | 3,2                                                                  |
|                                                                      | Démocrate                                                            | Destiny West                                                         | 1 086                                                                | 1,9                                                                  |
|                                                                      | Démocrate                                                            | Mohammad Mozumder                                                    | 1 005                                                                | 1,8                                                                  |
|                                                                      | Démocrate                                                            | Joel Rubin                                                           | 820                                                                  | 1,4                                                                  |
|                                                                      | Démocrate                                                            | Peter Choharis                                                       | 818                                                                  | 1,4                                                                  |
|                                                                      | Démocrate                                                            | Geoffrey Grammer                                                     | 651                                                                  | 1,1                                                                  |
|                                                                      | Démocrate                                                            | George Gluck                                                         | 437                                                                  | 0,8                                                                  |
|                                                                      | Démocrate                                                            | Kiambo White                                                         | 401                                                                  | 0,7                                                                  |
|                                                                      | Démocrate                                                            | Stephen McDow                                                        | 246                                                                  | 0,4                                                                  |
|                                                                      | Démocrate                                                            | Altimont Wilks                                                       | 179                                                                  | 0,3                                                                  |
|                                                                      | Démocrate                                                            | Adrian Petrus                                                        | 166                                                                  | 0,3                                                                  |

| Primaire républicaine de 2024 du 6e district congressionnel du Maryland | Primaire républicaine de 2024 du 6e district congressionnel du Maryland | Primaire républicaine de 2024 du 6e district congressionnel du Maryland | Primaire républicaine de 2024 du 6e district congressionnel du Maryland | Primaire républicaine de 2024 du 6e district congressionnel du Maryland |
| ----------------------------------------------------------------------- | ----------------------------------------------------------------------- | ----------------------------------------------------------------------- | ----------------------------------------------------------------------- | ----------------------------------------------------------------------- |
| Parti                                                                   | Parti                                                                   | Candidat                                                                | Votes                                                                   | %                                                                       |
|                                                                         | Républicain                                                             | Neil Parrott                                                            | 22 604                                                                  | 45,9                                                                    |
|                                                                         | Républicain                                                             | Dan Cox                                                                 | 14 797                                                                  | 30,1                                                                    |
|                                                                         | Républicain                                                             | Mariela Roca                                                            | 6 071                                                                   | 12,3                                                                    |
|                                                                         | Républicain                                                             | Tom Royals                                                              | 2 060                                                                   | 4,2                                                                     |
|                                                                         | Républicain                                                             | Chris Hyser                                                             | 1 625                                                                   | 3,3                                                                     |
|                                                                         | Républicain                                                             | Brenda Thiam                                                            | 1 607                                                                   | 3,3                                                                     |
|                                                                         | Républicain                                                             | Todd Puglisi                                                            | 446                                                                     | 0,9                                                                     |

| Élection de 2024 du 6e district congressionnel du Maryland | Élection de 2024 du 6e district congressionnel du Maryland | Élection de 2024 du 6e district congressionnel du Maryland | Élection de 2024 du 6e district congressionnel du Maryland | Élection de 2024 du 6e district congressionnel du Maryland |
| ---------------------------------------------------------- | ---------------------------------------------------------- | ---------------------------------------------------------- | ---------------------------------------------------------- | ---------------------------------------------------------- |
| Parti                                                      | Parti                                                      | Candidat                                                   | Votes                                                      | %                                                          |
|                                                            | Démocrate                                                  | April McClain-Delaney                                      | 199 788                                                    | 53,05                                                      |
|                                                            | Républicain                                                | Neil Parrott                                               | 175 974                                                    | 46,72                                                      |
|                                                            | Write-In                                                   | Write-In                                                   | 862                                                        | 0,1                                                        |
| Total des votes                                            | Total des votes                                            | Total des votes                                            | 376 624                                                    | 100 %                                                      |
|                                                            | Les Démocrates conservent                                  |                                                            |                                                            |                                                            |